# Bathyclarias ilesi
Bathyclarias ilesi е вид лъчеперка от семейство Clariidae.

## Разпространение
Видът е разпространен в Малави.